# Pfarrhaus Westerweg 1
Das ehemalige Pfarrhaus Westerweg 1 neben der Kirche St. Nikolaus, in der niedersächsischen Samtgemeinde Land Hadeln, Gemeinde Wingst-Oppeln, im Landkreis Cuxhaven stammt vom 20. Jahrhundert. Aktuell (2024) wird es als Wohnhaus und wohl gewerblich genutzt.
Das Gebäude steht unter Denkmalschutz (siehe auch Liste der Baudenkmale in Wingst).

## Geschichte und Beschreibung
Wingst wurde 1301 als Winxhöhe erstmals erwähnt und St. Nikolaus als organisatorische Einheit Wingster District erst um 1770. Der kleine Ort Oppeln (heute ca. 400 Einwohner) wurde 1301 erstmals als Oppelen genannt und war eine Reihensiedlung während der Holländerkolonisation. Für das Kirchspiel Oppeln waren im 15. Jahrhundert die Bremer Erzbischöfe zuständig und seit 1648 das Herzogtum Bremen. Es ist kirchlich eine eigene Kirchengemeinde mit der St.-Nicolaikirche von 1734. Pfarramt und Kirchenbüro sind heute in Bülkau.
Das eingeschossige giebelständige Gebäude als Wohn- und Wirtschaftsgebäude und Zweiständer-Hallenhaus in Fachwerk mit Steinausfachungen und reetgedecktem Krüppelwalmdach mit Fledermausgauben im Wohnteil und vier Fach lange Diele, wurde im Kern im 18. Jahrhundert um 1732 gebaut. Der Wirtschaftsgiebel erhielt eine rundbogige Groote Door und das traditionelle Uhlenloch. Das Pfarrhaus wurde auch – wie damals oft üblich – landwirtschaftlich genutzt. Nach einem Brand wurde es 1855 (Wirtschaftsteil) und 1872 (Wohnteil) neu errichtet und dabei repräsentativ erweitert um einen großen und höheren Wohnteil in Backsteinmauerwerk. 1972 wurde es verkauft.
Das Landesdenkmalamt befand u. a.: „… ortsbildprägend nördlich der Kirche …“